# پاکلینو
پاکلینو (به لاتین: Paklino) یک منطقهٔ مسکونی در روسیه است که در سرزمین آلتای واقع شده‌است.